# Cape Race

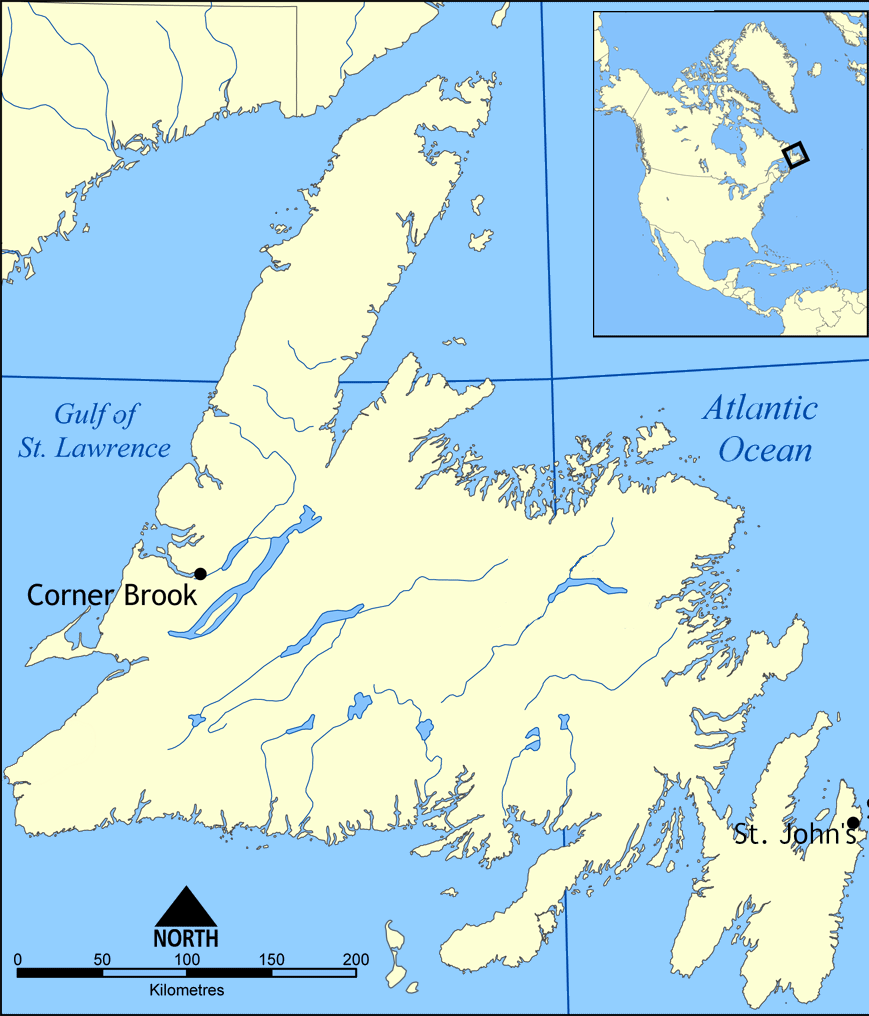
Mapa Nowej Fundlandii

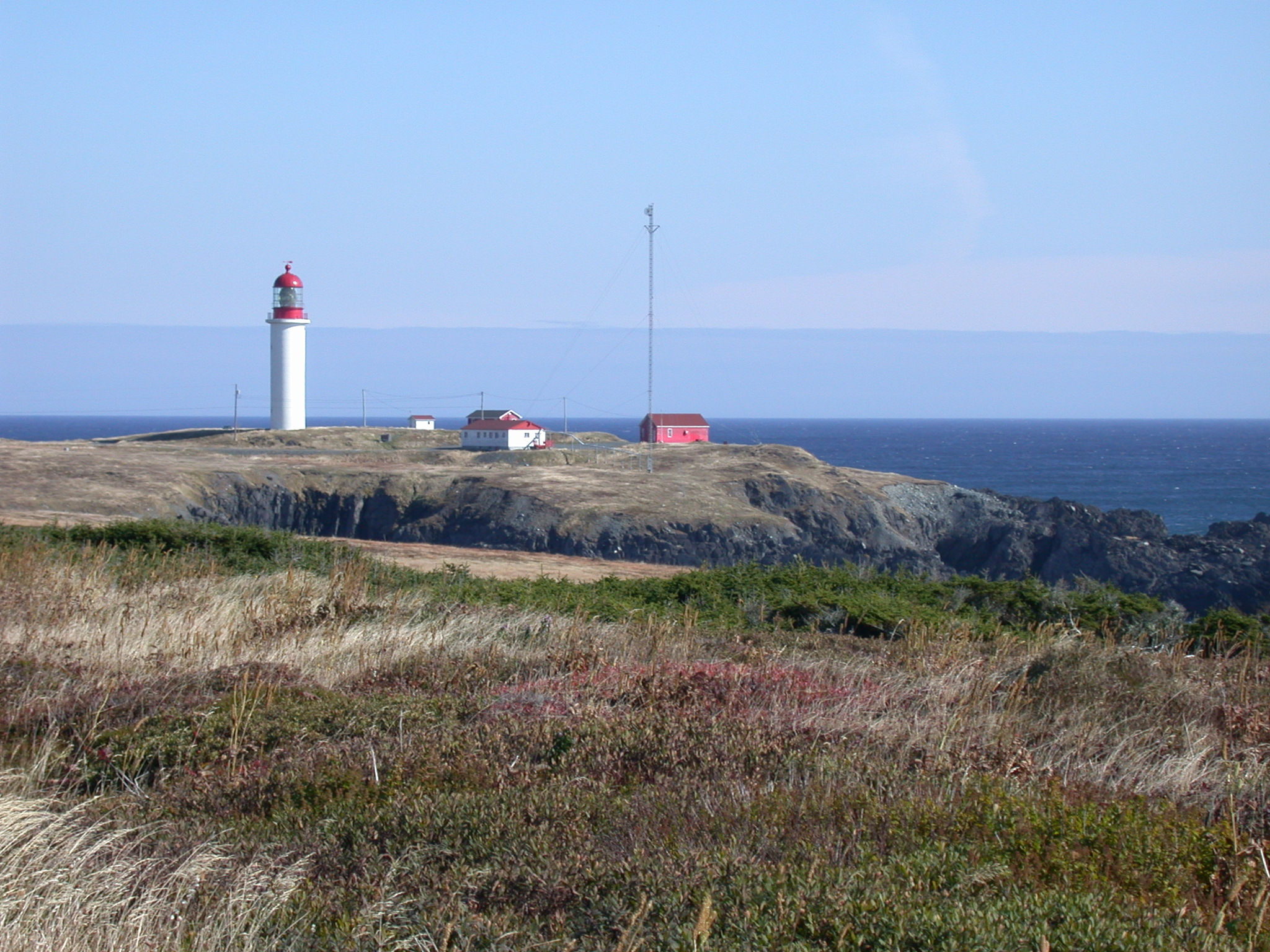
Widok na latarnię morską

Cape Race – przylądek w północno-wschodniej Kanadzie, na południowym krańcu półwyspu Avalon, należącego do Nowej Fundlandii.

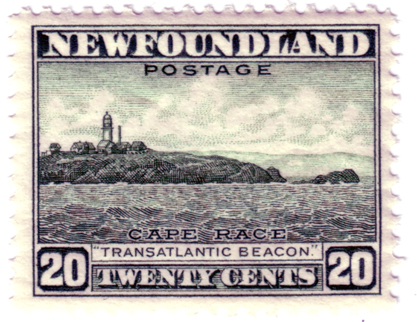
Znaczek pocztowy z widokiem latarni

Obecna nazwa pochodzi od wcześniejszej, portugalskiej nazwy Cabo Raso.
Wybrzeże Cape Race jest klifowe, jego wysokość wynosi do 30 metrów ponad wodę. Średnio przez 158 dni w roku jest pokryty mgłą.
W 1856 zbudowano na nim pierwszą, żeliwną latarnię morską z lampą naftową, zaś w 1907 roku wybudowano nową, betonową latarnię, z lampą wyposażoną w soczewkę Fresnela. Starą latarnię przeniesiono na Cape North, a obecnie stoi ona przed ottawskim muzeum techniki.